# Hesperapis danforthi
Hesperapis danforthi är en biart som först beskrevs av Constance Margaret Eardley 2007.  Hesperapis danforthi ingår i släktet Hesperapis och familjen sommarbin. Inga underarter finns listade i Catalogue of Life.